# Veselin Matić
Veselin Matić (en serbe : Веселин Матић), né le 21 juillet 1960, à Belgrade, en République socialiste de Serbie, est un joueur et entraîneur serbe de basket-ball. Il évoluait au poste d'arrière.

## Palmarès
Entraîneur
- Coupe d'Estonie 2007, 2008
- Champion d'Asie 2009